# Fernand Massay
Fernand Massay, né le 20 décembre 1919 et mort le 13 décembre 2010 est un footballeur belge.

## Biographie
Fernand Massay joue avec l'équipe première du Standard de Liège dès 1937. Évoluant comme défenseur, il est capitaine de l'équipe des Rouches à partir de 1943. Il conserve cette fonction pendant dix ans, mettant un terme à sa carrière de haut niveau en 1953.
L'inamovible standardman a également fait partie des Diables Rouges : il est appelé six fois par les sélectionneurs nationaux et joue cinq matches internationaux de 1945 à 1948.

## Palmarès
- International de 1945 à 1948 (6 sélections dont 5 caps)
- 352 matches et 35 buts marqués en Division 1[4].